# Вплив пандемії COVID-19 на мистецтво і культуру

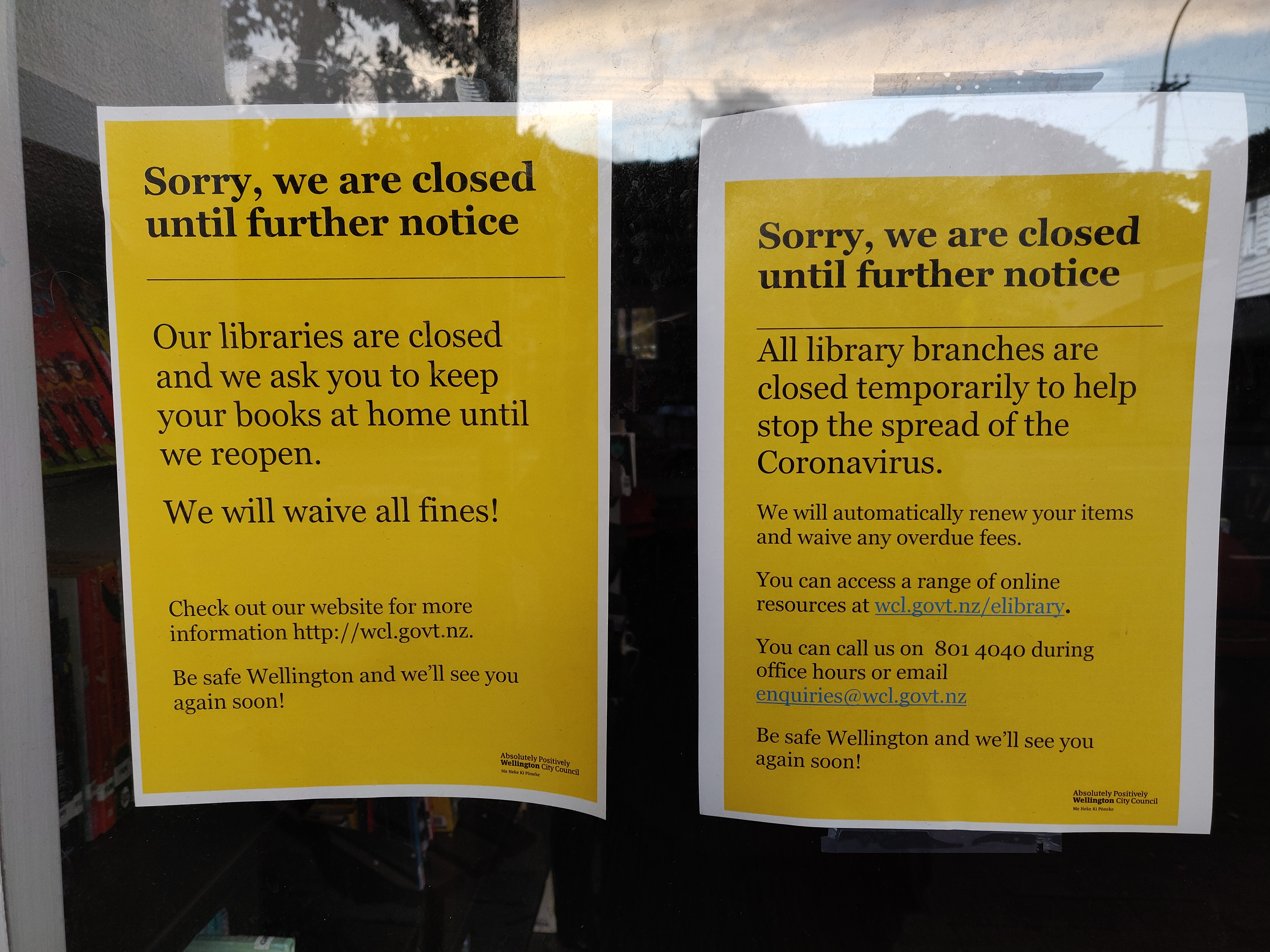
Оголошення, вивішене на дверях публічної бібліотеки в Айленд-Бей, Нова Зеландія, про те, що вона закрита у зв'язку з пандемією COVID-19, та скасує всі стягнення за пізнє повернення книг.

Пандемія COVID-19 здійснила раптовий і суттєвий вплив на мистецтво та культуру. Глобальна криза охорони здоров'я та невизначеність, що з'явилася внаслідок цієї кризи, глибоко вплинули на діяльність усіх закладів культури і мистецтва, а також на окремих осіб — як найманих працівників, так і самозайнятих — у всіх галузях культури та мистецтва. Організації сфери мистецтва та культури намагалися підтримувати своє (часто фінансоване державою) завдання щодо забезпечення доступу до культурної спадщини для населення; підтримувати безпеку своїх співробітників, експонатів і відвідувачів; реагуючи на несподівані зміни в їх стратегії роботи, які невідомо коли закінчаться.
До березня 2020 року більшість культурних установ у всьому світі були закриті на невизначений термін (або, щонайменше, радикально скоротили свою роботу), а персональні виставки, заходи та виступи були скасовані або відкладені. У зв'язку з цим було докладено значні зусилля щодо надання альтернативних або додаткових послуг за допомогою цифрових платформ, підтримки основних видів діяльності з використанням мінімальної кількості ресурсів та документування самих подій за допомогою нових придбань, у тому числі нових творчих робіт, натхненних пандемією.
Багато діячів сфери мистецтва і культури тимчасово або назавжди втратили контракти чи роботу з різним ступенем відшкодування та фінансової допомоги. За оцінками ЮНЕСКО, у цій галузі втрачено 10 мільйонів робочих місць. Уряди та благодійні організації надавали дуже різну за розміром фінансову допомогу для діячів мистецтва залежно від виду та країни. Очікувалося, що суспільний попит на мистецтво та культуру відновиться, але за невідомий час і з припущенням, що смаки споживачів мистецтва можуть змінитися.

## Закриття закладів та скасування заходів
COVID-19 [сколихнув] культурний сектор. У всьому світі музеї закриті, музика мовчить, театри закриті, туристичні об'єкти покинуті, а інші культурні заходи відкладені, оскільки суспільство стикається зі смертю та розладом.
Протягом першого кварталу 2020 року заклади сфери мистецтва та культури по всьому світу поступово обмежували свою публічну діяльність, а потім повністю закрилися у зв'язку з пандемією. Починаючи з Китаю, потім у Східній Азії, а потім і в усьому світі, до кінця березня більшість організацій культурної сфери закрилися, а мистецькі заходи були відкладені або скасовані або добровільно, або за розпорядженням уряду. Були закриті галереї, бібліотеки, архіви та музеї (загально відомі як GLAM), а також кіно- та телевізійні постановки, театральні та оркестрові вистави, скасовані концертні тури, закриті зоопарки, скасовані музичні та мистецькі фестивалі.
Після швидкої появи новин про закриття закладів та скасування культурних заходів по всьому світу протягом лютого та березня 2020 року, дата повторного відкриття закладів залишалася невизначеною для більшості країн світу протягом багатьох місяців на тлі кількох «помилкових» повторних відкриттів та подальших закриттів у зв'язку з другою та третьою хвилею пандемії. Крім того, довгостроковий фінансовий вплив на установи культури дуже відрізнявся, причому вже існуючі розбіжності посилювалися, особливо для установ, які не мали благодійного фонду. Дані опитування від березня 2020 року показали, що, коли музеям знову буде дозволено приймати відвідувачів, показник «намір відвідати» для культурних заходів загалом залишиться незмінним порівняно з періодом до пандемії, але зі зміненою перевагою щодо виду діяльності. Дані вказують на те, що буде знижена готовність відвідувати заходи в обмеженому просторі, заходи за участі великих нерухомих груп (наприклад, сеанси в кінотеатрах) або за необхідності тактильної або фізичної взаємодії з іншими людьми; але зросте інтерес до діяльності на відкритому повітрі або на великому просторі (наприклад, зоопарки та ботанічні сади). Найбільш часто згадуваними причинами, за допомогою яких більшість опитаних «відчували б себе в безпеці» під час повернення дозволу на відвідуваність, були б: наявність вакцини, скасування урядом обмежень на поїздки, відомості про те, що інші особи вже відвідували цей заклад, чи проводиться діяльність установи на відкритому повітрі, і наявність дезінфікуючого засобу для рук. Станом на березень 2021 року опитування 100 найвідвідуваніших художніх музеїв світу показали зниження їх відвідуваності на 77 % порівняно з попереднім роком. До 90 % об'єктів Світової спадщина ЮНЕСКО були частково або повністю закриті під час пандемії.
Після повторного відкриття для громадськості мистецькі та культурні заклади застосували різні методи та стратегії, щоб зменшити ризик інфікування COVID-19. Зокрема, застосовувалися наступні заходи: зменшення дозволеної кількості відвідувачів і обмеження кількості одночасних відвідувачів (іноді засобом попередньо заброньованого часового інтервалу); обов'язкове носіння масок; наявність дезінфікуючого засобу для рук; односторонні маршрути по виставках; екрани з плексигласу між персоналом і гостями; встановлення безконтактної сантехніки; і вимірювання температури тіла відвідувачів на вході до закладу.
Нижче наведено список відомих закриттів закладів, повідомлень і постанов урядів, що впливають на культурний сектор.

### Африка
- Єгипет З 23 по 31 березня 2020 року всі музеї та археологічні пам'ятки в Єгипті були закриті для відвідування на стерилізацію та дезінфекцію. У цей період у музеях проводилися заходи з підвищення обізнаності працівників закладів щодо способів профілактики та захисту від інфекції.[25]
- Марокко 15 березня Фонд національних музеїв оголосив про закриття всіх музеїв з наступного дня на невизначений термін.[26] Того ж дня був скасований другий за величиною музичний фестиваль у світі Mawazine, який був запланований на середину червня 2020 року.[27]

### Америка
- Аргентина 12 березня в Буенос-Айресі були закриті всі музеї, скасовані культурні заходи та зібрання.[28] Національні бібліотеки продовжують надавати послуги онлайн засобами зв'язку через головний освітній вебсайт міністерства освіти країни.[29]
- Бразилія З 14 березня 2020 року в Бразилії закриті наступні великі музеї: Музей мистецтва Сан-Паулу Ассіса Шатобріана, Пінакотека, Музей культури Ітау, Музей сучасного мистецтва Університету Сан-Паулу, Інститут Томі Отаке, Інститут Морейра Саллес, Музей завтрашнього дня в Ріо-де-Жанейро, та Центр сучасного мистецтва «Instituto Inhotim» в Брумадіньо.[15]
- США 12 березня 2020 року велика кількість музеїв у Нью-Йорку, Бостоні та Вашингтоні повідомили про своє закриття на чолі з Музеєм мистецтва Метрополітен, і збігся з оголошення мером Нью-Йорка Біллом де Блазіо надзвичайного стану у всьому місті.[30] Того ж дня Бродвейська театральна ліга повідомила, що всі бродвейські театри припиняють вистави щонайменше на місяць, хоча губернатор штату Нью-Йорк Ендрю Куомо на той час дозволив проводити вистави з 50 % завантаженістю.[31] 17 березня, за два дні до того, як перший штат США запровадив повний локдаун із забороною виходу з дому, Американська бібліотечна асоціація наполегливо рекомендувала закрити всі академічні, громадські та шкільні бібліотеки.[32] Великі мережі кінотеатрів, зокрема AMC Theaters, повідомили, що їх заклади залишатимуться закритими навіть після того, як частина штатів скасують розпорядження про обов'язковий домашній карантин, доки очікувані на літо блокбастери «Тенет» і «Мулан» не вийдуть у прокат наприкінці липня.[33]

Незважаючи на те, що постановою уряду штату Техас більшості закладів було дозволено знову відкритися 1 травня 2020 року, багато закладів у штаті вирішили залишитися закритими для відвідувачів, посилаючись на небезпеку для здоров'я відвідувачів.

### Азія та Океанія

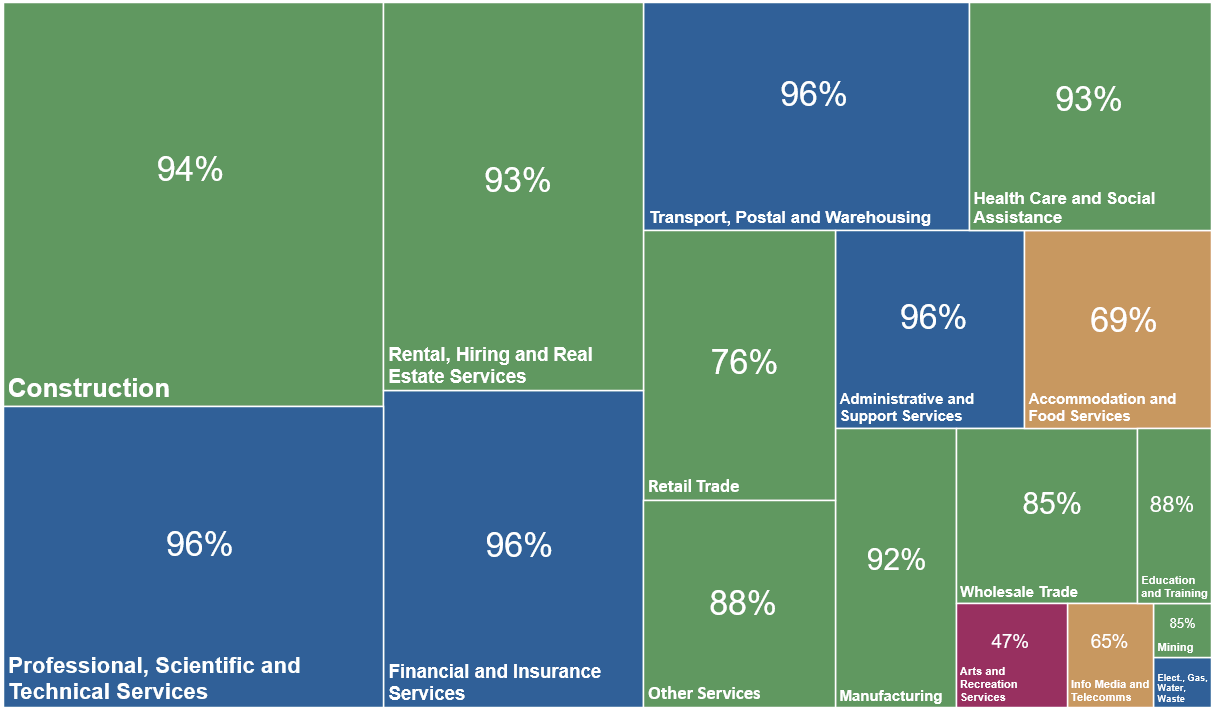
Площа кожного сегмента представляє кількість підприємств у секторі австралійської економіки; цифра відображає відсоток, який все ще працює. До квітня найбільше постраждав сектор мистецтва та рекреації (показаний червоним кольором).

- Австралія Починаючи з другого тижня березня 2020 року австралійські заклади сфери культури і мистецтва почали повідомляти про скорочення послуг, а потім і про повне закриття.[36] 13 березня організатори Мельбурнського міжнародного фестивалю комедії повідомили, що фестиваль 2020 року повністю скасовано.[37] Об'єднання «Opera Australia» 15 березня повідомила про закриття своїх закладів.[38] 24 березня було видано розпорядження про закриття по всій країні всіх культурних закладів із подальшим обмеженням громадських заходів. У зв'язку з цим було скасовано багато культурних заходів, у тому числі Сіднейський фестиваль письменників.[39] За даними Австралійського бюро статистики станом на початок квітня сектор послуг у сфері мистецтва та відпочинку був сектором національної економіки з найменшою часткою працюючих осіб — 47 %.[40] Щоправда, майстер-татуювальник Тім продовжував свою роботу, незважаючи на те, що сама галерея (MONA на Тасманії), де знаходилась його студія, була закрита для публіки.[41] У серпні 2020 року повідомлено оголошено, що у зв'язку з другим етапом локдауну в Мельбурні австралійська прем'єра пересувної виставки комп'ютерного мистецтва «Ван Гог живий» буде перенесена в Королівський зал промисловості в Сіднеї.[42]
- КНР 23 січня 2020 року всі музеї на території материкового Китаю були закриті. Оскільки Китай став першою країною, де розпочав поширюватися коронавірус, він також став першою країною, де закрились усі заклади мистецтва і культури.[10] До середини березня китайські органи влади повільно й обережно почали дозволяти проведення різноманітних громадських заходів із відновленням роботи 13 березня 2020 року Шанхайського музею та Електростанції мистецтва (також у Шанхаї). До обидвох закладів допускалась обмежена кількість відвідувачів, і адміністрація Електростанції мистецтва зазначила, що вона також підготувала тимчасові карантинні зони на кожному поверсі на випадок будь-яких надзвичайних ситуацій. Усім відвідувачам музеїв на вході вимірювали температуру тіла, вони також мали пред'явити посвідчення особи та довідку про стан здоров'я.[43] Також відкрилися низка інших приватних галерей у Китаї, як і деякі заклади в Південній Кореї та Японії з обмеженням відвідувань (зокрема, лише приватні тури). До кінця місяця 40 % визначних пам'яток материкового Китаю знову відкрилися для відвідувань туристами, але більшість мистецьких закладів залишалися закритими.[44]
  -  Гонконг Слідом за материковим Китаєм через 5 днів Гонконг закрив свої музеї.[10]
  -  Макао 2 березня 2020 року велика кількість філій Публічної бібліотеки Макао знову відкрилися для відвідувачів (низка місць, зокрема мультимедійні кімнати та дитячі читальні, залишалися закритими), а в будівлях двічі на день проводилось прибирання та дезінфекція.[45]
- Індія 14 березня 2020 року закрився художній музей імені Кірана Надара в Делі, за два дні до того, як міністр культури і туризму Індії Шріпад Наїк наказав закрити всі пам'ятки та музеї, які охороняються Археологічною службою Індії, по всій території країни, включаючи мавзолей Тадж Махал в Агрі.[15] На початку липня 2020 року закриття Тадж-Махалу було продовжено на невизначений термін, оскільки Агра була одним із найбільш постраждалих міст у найбільш густонаселеному штаті країни.[46] Під час карантину 41 % мистецьких закладів закрилися, а в період з березня по липень 2020 року 53 % закладів святково-розважального бізнесу скоротили свою діяльність на 90 %.[47][48] У липні 2020 року Федерація Торгово-промислових палат Індії, компанія Art X і Британська Рада в Індії розпочали дослідження щодо оцінки впливу пандемії COVID-19 на заклади мистецтва, культури та розваг Індії, зі звітуванням кожні 4 місяці, включаючи тематичні дослідження інноваційних заходів у секторах та рекомендовані заходи підтримки.[49][50][51]
- Японія 28 лютого 2020 року уряд Японії повідомив, що всі музеї в країні будуть закриті до 17 березня.[10] Унаслідок цього відкриття виставки «Шедеври з Національної галереї в Лондоні», яка мала відкритися в Національному музеї західноєвропейського мистецтва в Токіо, було відкладено; багато творів з неї (зокрема «Соняшники» Ван Гога) залишалися на карантині в музеї.[52]
- Нова Зеландія 23 березня Нова Зеландія запровадила карантинні заходи, згідно з якою всі установи будуть закриті.[53] Музей Нової Зеландії Те-Папа-Тонгарева був закритий з 18:00 20 березня 2020 року.[54] Військово-історичний музей Окленда повідомив про своє закриття з 21 березня.[55] 26 червня Симфонічний оркестр Нової Зеландії виконав оперу Штрауса «Кавалер троянди» уперше в повному концертному залі з початку пандемії.[56]
- Катар Державні музеї Катару закрилися 12 березня. Спільний показ у студії Пікассо, який мали провести галерея «Пожежне депо» та музей Пікассо, було відкладено на невизначений термін.[57]
- Південна Корея 23 лютого, через місяць після материкового Китаю, Південна Корея закрила всі свої музеї на невизначений термін.[10] Приватні галереї почали знову відкриватися наприкінці квітня за наявності приладів відстеження контактів для всіх відвідувачів.[58]
- ОАЕ Щорічний мистецький ярмарок Art Dubai, спочатку запланований на кінець березня, був скасований за кілька тижнів до відкриття.[59] Уряд ОАЕ придбав велику кількість творів мистецтва, створених у країні, з наміром виставити їх у своїх посольствах.[60]

### Європа
Незважаючи на значні національні та місцеві відмінності в законодавчих нормах, більшість культурних заходів на континенті були скасовані протягом березня та квітня 2020 року. Зокрема, серед музеїв, наприкінці квітня 2020 року почали публікувати попередні дати відкриття закладів після карантину, дати відкриття коливалися від 22 квітня (Німеччина) до 20 липня (Ірландія); кілька країн на той час не мали офіційних планів відкриття (Латвія, Мальта, Греція та Велика Британія); а музеї Швеції залишалися відкритою весь час.
- Австрія Усі федеральні громадські музеї були закриті дирекцією закладів згідно урядових карантинних заходів, які забороняють громадські заходи за участю великої кількості людей, та обмеження на в'їзд з Італії. Музей сучасного мистецтва Альбертіни мав відкритися 13 березня, але це відкриття було відкладено на невизначений термін.[57]
- Бельгія З 14 березня уряд заборонив будь-які культурні заходи, незалежно від їх масштабу, унаслідок чого закрито виставку Яна ван Ейка в Музеї витончених мистецтв у Генті.[57]
- Франція За кілька тижнів до того, як були прийняті карантинні постанови уряду Франції, співробітники Лувру «майже одноголосно» проголосували за примусове закриття музею з 1 березня через побоювання за власне здоров'я.[62] Музей закрився на три дні, знову відкрився[63], приймав лише відвідувачів із попередньо заброньованими квитками з 9 числа[10], а потім остаточно закрився 13 березня за розпорядженням уряду.[64] Реконструкція собору Паризької Богоматері після пожежі 2019 року також була зупинена задля безпеки робітників.[57] Мистецька акція «Загортання Тріумфальної арки», яку мали намір провести Крісто та Жанн-Клод, під час якої наприкінці 2020 року митці мали прикрити Тріумфальну арку в Парижі сріблясто-блакитною поліпропіленовою тканиною та червоною мотузкою[65], але акцію перенесли на рік до вересня 2021 року.[66]
- Німеччина 16 березня 2020 року канцлер Німеччини Ангела Меркель повідомила на прес-конференції, що центральний уряд і голови урядів земель разом узгодили вказівки щодо обмеження соціальних контактів у громадських місцях, зазначивши, що театри, оперні театри, концертні зали, музеї, виставкові простори, кінотеатри, парки розваг і зоопарки необхідно закрити.[67] Через 6 тижнів, на початку травня, заклади культури з обережністю знову відкрились для відвідувачів, використовуючи різні заходи для зменшення ймовірності передачі інфекції (зокрема, обмеження кількості відвідувачів в один час і обов'язкове використання маски для обличчя).[68][69] Директор музею Барберіні зазначив, що одностороння система, запроваджена у виставковому просторі, є позитивною, тому що «ми зможемо забезпечити, щоб люди змогли побачити це так, як ми планували».[70]
- Ірландія 12 березня 2020 року уряд Ірландії закрив усі школи, коледжі, дитячі заклади та культурні установи, а також порадив скасувати всі великі громадські заходи. Унаслідок цього святкування дня Святого Патрика було скасовано.[71][72]
- Італія Як країна Європи, яка найбільше постраждала від COVID-19 в лютому та березні 2020 року, Італія запровадила суворий карантин 23 лютого 2020 року з початковою датою відновлення роботи установ 1 березня.[73] Музеям за межами «червоної зони» найбільш заражених районів на півночі країни було дозволено знову відкритися, якщо відвідувачі знаходились на відстані 1 метра один від одного[74], пізніше це було скасовано, і всі установи були закриті в країні спочатку до 3 квітня[75], а потім до 18 травня.[76] Закриття призвело до перенесення на невизначений термін майбутньої «мегавиставки» Рафаеля, яка проходила в Скудерії дель Квірінале в Римі. Спочатку ця виставка була приурочена до 500-річчя Відродження. Після смерті художника це мала бути найбільша кількість його робіт, які коли-небудь виставлялися разом.[57] Того самого тижня в травні, коли багато закладів культури почали знову відкриватися, проведення Сієнського Паліо, які зазвичай проводилися двічі на рік у липні та серпні, було скасовано вперше після Другої світової війни.[77] Одночасно з поступовим усуненням обмежень на поїзки всередині Італії культурні об'єкти та музеї розпочали знову відкриватися за новими правилами до початку червня; першим з яких було давньогрецьке поселення Пестум поблизу Неаполя, де проводились археологічні розкопки, яке відкрили 18 травня.[78]
  -  Ватикан Музеї Ватикану закрилися відповідно до карантинних правил Італії.[57]
- Нідерланди 12 березня 2020 року Державний музей Амстердама та Музей ван Гога повідомили, що вони закриються принаймні до кінця цього місяця[10], а Нідерландська опера повинна була поставити світову прем'єру опери «Ritratto» Віллема Єтса. Проте ця прем'єра була скасована, і наступного дня офіційна прем'єра відбулася на YouTube-каналі опери.[79] Також 13 березня, попередньо повідомивши, що читальний і виставковий зали залишатимуться відкритими, Національний архів повідомив про їх повне закриття до 6 квітня.[80] 30 березня 2020 року картина Вінсента Ван Гога «Сад пастора в Нюенені взимку» (від 1884 року) було викрадено з музею Сінгера Ларена, коли музей був закритий.[81] У квітні 2020 року було повідомлено, що всі заклади культури (зокрема театри та кінотеатри) залишатимуться закритими до 19 травня, але такі заходи, як фестивалі, будуть заборонені до 1 вересня.[82]
- Польща 11 березня управа воєводства рекомендувала закрити на два тижні всі культурні заклади в районі Триміста.[83] Музеї, включно з державним музеєм Аушвіц-Біркенау та інші культурні заклади, зокрема театри та кінотеатри, були закриті центральним урядом Польщі попередньо до 25 березня.[57]
- Португалія 13 березня 2020 року, згідно рекомендацій національної служби охорони здоров'я, міністерство культури закрило відвідування низки архітектурних пам'яток — Беленську башту, монастир єронімітів і Національний археологічний музей. Національна служба охорони здоров'я рекомендувала адміністраціям провінцій також закрити свої заклади культури.[84] 22 березня уряд країни розпорядився скасувати всі мистецькі та культурні заходи як частину заходів запровадження надзвичайного стану в країні.[85]
- Росія Музей сучасного мистецтва «Гараж» одним із перших у Росії оголосив про своє закриття з 14 березня 2020 року. Багато московських музеїв повідомили про закриття після запровадження мером міста заборони зібрань за участю 50 і більше осіб 17 березня, а в той же день пізніше міністерство культури Росії розпорядилося призупинити всі громадські заходи федеральних і регіональних установ, що призвело до закриття багатьох інших закладів культури з 18 березня.[57] Большой театр знову відкрився у вересні 2020 року, і це було найдовше закриття з часів наполеонівського вторгнення в Росію, але потім знову було знову закрито після позитивних тестів на коронавірус у кількох виконавців.[86]
- Іспанія 11 березня 2020 року державні музеї в Мадриді, включаючи Прадо, були закриті на невизначений термін.[10] 13 березня у Храмі Святого Сімейства призупинено на невизначений термін будівельні роботи, а храм закрито для відвідувачів, 14 березня закрився Музей Гуггенхайма в Більбао.[57] 1 липня мадридський Королівський театр знову відкрився зі зміненою постановкою «Травіати» для заповненого лише наполовину залу.[24]
- Швеція 18 березня шведська мережа та організація співпраці громадських музеїв національного значення «Centralmuseernas samarbetsråd» рекомендувала всім своїм 13 членам закрити свої місця загального користування, якщо ризик передачі вірусу в їх регіонах буде оцінений як високий. Лише 2 з цих музеїв залишилися відкритими.[87]
- Велика Британія Про перші закриття закладів культури у Великій Британії повідомлено 13 березня 2020 року, коли закрились Wellcome Collection, South London Gallery, Інститут сучасного мистецтва, Галерея фотографів та Amgueddfa Cymru.[57] Багато інших закладів повідомили про своє закриття 17 і 18 березня.[88][89] 20 березня Національний траст закрив усі об'єкти, на які було придбано квитки, але висловив намір залишити відкритими сади та парки з безкоштовним доступом, щоб люди мали доступ до відкритого простору, дотримуючись соціального дистанціювання.[57] Фонд також ініціював екологічну кампанію «#BlossomWatch», яка заохочує людей ділитися першими весняними квітами один з одним.[90] Також у п'ятницю, 20 березня, співробітники бібліотек у лондонському районі Ламбет влаштували марш протесту, оскільки їм не надали рукавичок або дезінфікуючого засобу для рук, посилаючись на положення Закону про права на роботу, які дають їм «право відмовитися від небезпечних робочих місць». На вихідних багато місцевих бібліотек офіційно закрилися, оскільки місцеві керівники критикували відсутність узгодженої на національному рівні карантинної політики.[91]

Заплановану велику виставку Артемізії Джентілескі в Національній галереї в Лондоні, яка мала відкритися 4 квітня, було відкладено на невизначений термін не тільки через закриття галереї, але й через те, що мистецькі роботи, взяті напрокат в Італії та Америці, не змогли доставити в Лондон у зв'язку з припиненням авіасполучення в цілому світі.
Серед літературних подій були скасовані Лондонський книжковий ярмарок, фестиваль «AyeWrite» у Глазго та міжнародні фестивалі в Гаррогейті, тоді як Единбурзький міжнародний книжковий фестиваль, запланований на серпень 2020 року, було відкладено. Міжнародний фестиваль мистецтв у Глазго 2020 також було відкладено до 2021 року.

### Остаточно закриті культурні заклади і заходи
Багато мистецьких організацій, культурних закладів, видавництв і підприємств назавжди закрилися внаслідок пандемії через втрату прибутку. Зокрема, до квітня 2020 року арт-дилери з продажу картин очікували, що одна третина приватних галерей у всьому світі закриється, а для галерей із менш ніж 5 співробітниками ця цифра зросте до 60 %. Відомі остаточно закриті заклади і заходи включали зокрема:
- У березні британське агентство музичного менеджменту класичної музики «Hazard Chase» оголосило про добровільну ліквідацію «у зв'язку з обвалом світового музичного мистецтва, спричиненим COVID-19».[97]
- «Bauer Media New Zealand» повідомила співробітникам через Zoom про негайне та остаточне закриття компанії 2 квітня 2020 року. Керівництво послалося на фінансову напругу у зв'язку з карантином, враховуючи те, що «нещоденним друкованим засобам масової інформації не дозволялося публікувати у зв'язку із запровадженням локдауну четвертого рівня». Уряд Нової Зеландії стверджував, що компанія закривається за власним бажанням, оскільки не шукала доступу до фінансової допомоги, доступної для бізнесу під час карантину. Це видавництво випускало такі журнали, як «New Zealand Listener», «North & South», «New Zealand Woman's Weekly» та авіаційний журнал «Air New Zealand Kia Ora».[98]
- Першим культурним закладом, який повідомив про своє остаточне закриття внаслідок пандемії, був музей сучасного мистецтва «Indianapolis Contemporary» в Індіанаполісі, заснований у 2001 році.[99] У повідомленні управління музею від 3 квітня 2020 року сказано, що «ми дійшли висновку, що наша діяльність не є стабільною. Ми не самотні в цьому, оскільки інші мистецькі заклади також борються з цією кризою».[100]
- На Вест-Енді мюзикл «Офіціантка» мав закінчитися 4 липня 2020 року, але він закрився 16 березня, оскільки театри Вест-Енду закрилися; пізніше продюсери оголосили, що вистава не буде відновлена[101], хоча на момент оголошення це ще було дозволено.[102]
- 4 травня 2020 року адміністрація великого мистецького центру в Сіднеї «Carriageworks» повідомила про перехід на добровільне зовнішнє управління та закриття, посилаючись на «непоправну втрату доходів» у зв'язку з урядовими заборонами на проведення заходів під час пандемії.[103]
- Щодо бродвейських театрів, то у травні повідомлено, що мюзикл «Крижане серце» не відкриється знову, навіть коли бродвейські театри відновлять свої вистави.[104]

## Зміни в діяльності закладів культури

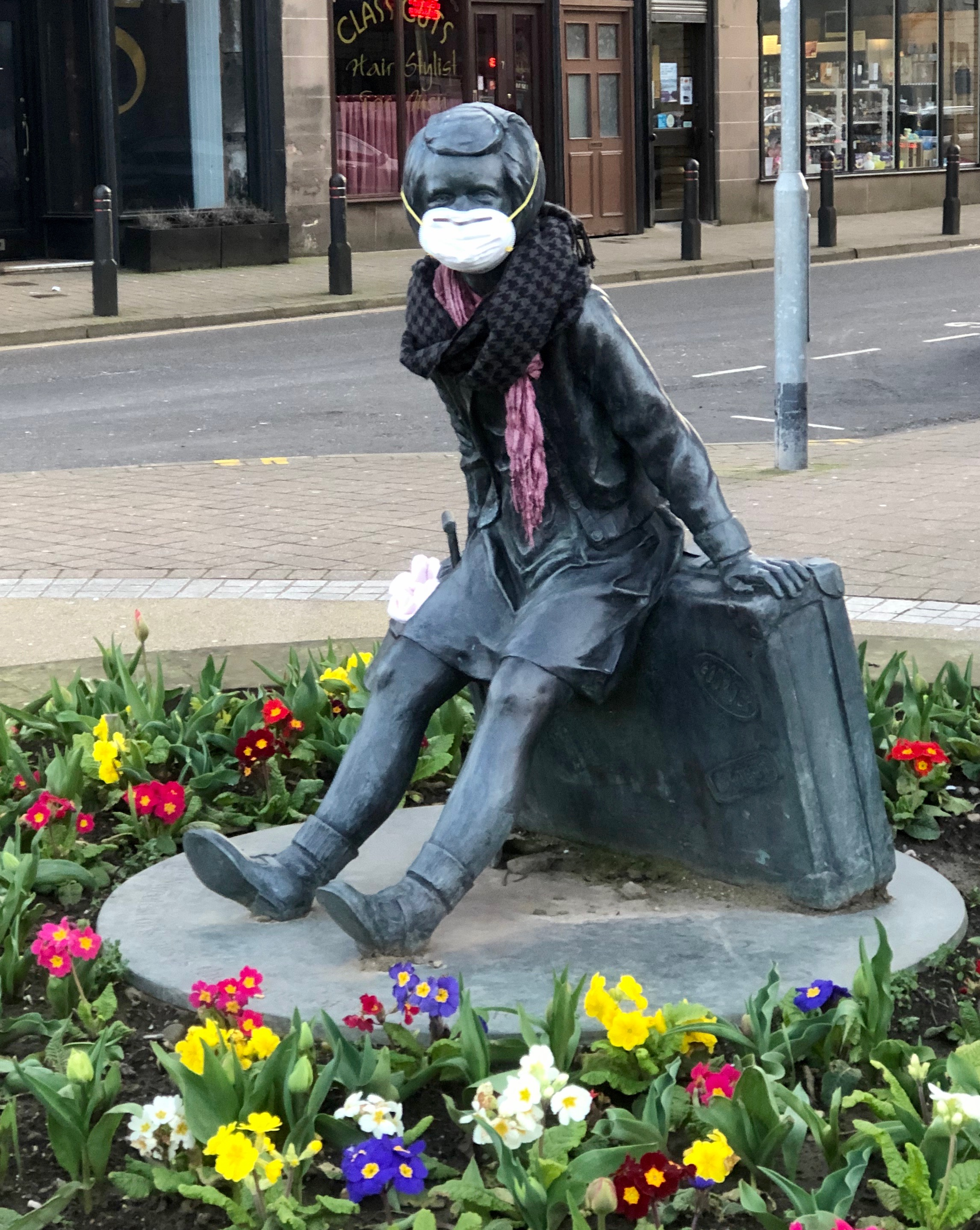
Маска, надягнута на скульптуру «Wee Annie» у Гуроку, Шотландія

Зіштовхнувшись із закриттям своїх будівель і загальнодоступних приміщень щонайменше на кілька тижнів, директори культурно-мистецьких закладів у цілому світі одночасно вирішували кілька нових проблем, що виникли в цей час: занепокоєння за благополуччя персоналу (від оптимального утримання працівників до повного розпуску працюючих), очікування багатьох зацікавлених сторін щодо швидких дій, але із різко скороченими ресурсами та невеликими можливостями формування стратегії, зниженням доходу, ймовірними звільненнями починаючи з випадкових членів персоналу та перехід на неповний робочий день, а також розглянути можливість повного переходу в Інтернет.
Одночасне закриття закладів культури та ізоляція вдома значної частини населення призвели до посиленого бажання людей отримати доступ до культурних цінностей та отримувати від них задоволення — саме в той момент, коли вони були для них найменш доступними. Це прискорило розробку культурним сектором цифрових платформ, які стали домінувати в споживанні та виробництві творів мистецтва. Низка закладів культури та мистецтва та окремі митці вирішили забезпечити свою онлайн-діяльність — від соціальних медіа до віртуальної реальності — як спосіб продовжувати виконувати свою організаційну місію та отримати або утримати аудиторію. Окремі митці різних профілів пропонували експромтвиступи через їхні особисті облікові записи з дому, співаючи кавер-версії, живі читання книг чи віршів, ділячись своїм мистецьким процесом і чернетками або творчо показуючи себе в прямому ефірі, виконуючи творчі та демонструючи повсякденну діяльність. Багато митців послабили обмеження на цифрове розповсюдження своїх творів, захищених авторським правом. Великі комерційні мистецькі ярмарки, такі як Гонконзький фестиваль мистецтв і «Art Basel», були скасовані, сприяючи переходу до онлайн-покупок і створенню VIP-«онлайн-кімнат для перегляду» замість фізичного показу на аукціонах мистецтва. Той факт, що величезна кількість нещодавно доступного в цифровому форматі мистецького та культурного контенту надавалася безкоштовно та без блокування в деяких країнах, призвів до підвищення обізнаності громадськості та митців про глобальний попит на онлайн-доступ до культури, обмеження закону захисту авторського права; та покращення доступу до творів мистецтва, фінансованих державою.
Серед прикладів нового цифрового мистецтва є створений BBC «віртуальний фестиваль мистецтв» під назвою «Культура на карантині»; Сіднейська бієнале стала першим міжнародним мистецьким фестивалем, який став повністю цифровим, незабаром після нього відбувся Національний фестиваль мистецтв у ПАР — найбільший мистецький фестиваль в Африці; і було створено абсолютно нову подію, Фестиваль соціального дистанціювання, як «…онлайн-простір для митців, де вони демонструють свої роботи, коли на виставу чи виставку вплинула пандемія COVID-19». Різноманітні інтернет-сайти та галузеві асоціації опублікували списки контенту для своїх країн, зокрема: Аргентини, Австралії, Ірландії, Італії, та Великої Британії.
За чіткого заохочення ЮНЕСКО та міжнародних організацій архівів, бібліотек, музеїв і документальної спадщини — Координаційної ради аудіовізуальних архівних асоціацій, Міжнародної ради музеїв, Міжнародного центру вивчення питань збереження та відновлення культурних цінностей, Міжнародної федерації бібліотечних асоціацій та установ та регіональних комітетів асоціації «Пам'ять світу» — багато колекційних інституцій також розпочали кампанії для отримання та збереження цифрових записів та мистецьких творів періоду під час пандемії.
«Кілька країн уже видали накази про ретельне збереження офіційних документів, пов'язаних з пандемією. Це не тільки підкреслює серйозність поточної ситуації, але також підкреслює важливість установ пам'яті у забезпеченні записів або ресурсів управління інформацією, необхідних для розуміння, контекстуалізації, і подолання таких криз у майбутньому. У той же час, записи художнього та творчого самовираження людства, які складають важливу частину нашої документальної спадщини, є джерелом соціального зв'язку та стійкості для спільнот у всьому світі…
…Важливо, щоб ми переконалися, що існує повна інформація про пандемію COVID-19, щоб ми могли запобігти новому спалаху такого характеру або краще керувати впливом таких глобальних подій на суспільство в майбутньому» — Моез Чакчук та інші.
Оригінальний текст (англ.)
Several countries have already issued orders for meticulous preservation of official records related to the pandemic. This not only underlines the gravity of the current situation, but also highlights the importance of memory institutions in providing the records or information management resources necessary for understanding, contextualizing and overcoming such crises in the future. At the same time, records of humanity's artistic and creative expressions, which form a vital part of our documentary heritage, are a source of social connectivity and resilience for communities worldwide...
...it is essential that we ensure that a complete record of the COVID-19 pandemic exists, so that we can prevent another outbreak of this nature or better manage the impact of such global events on society in the future.

### Акваріуми та зоопарки

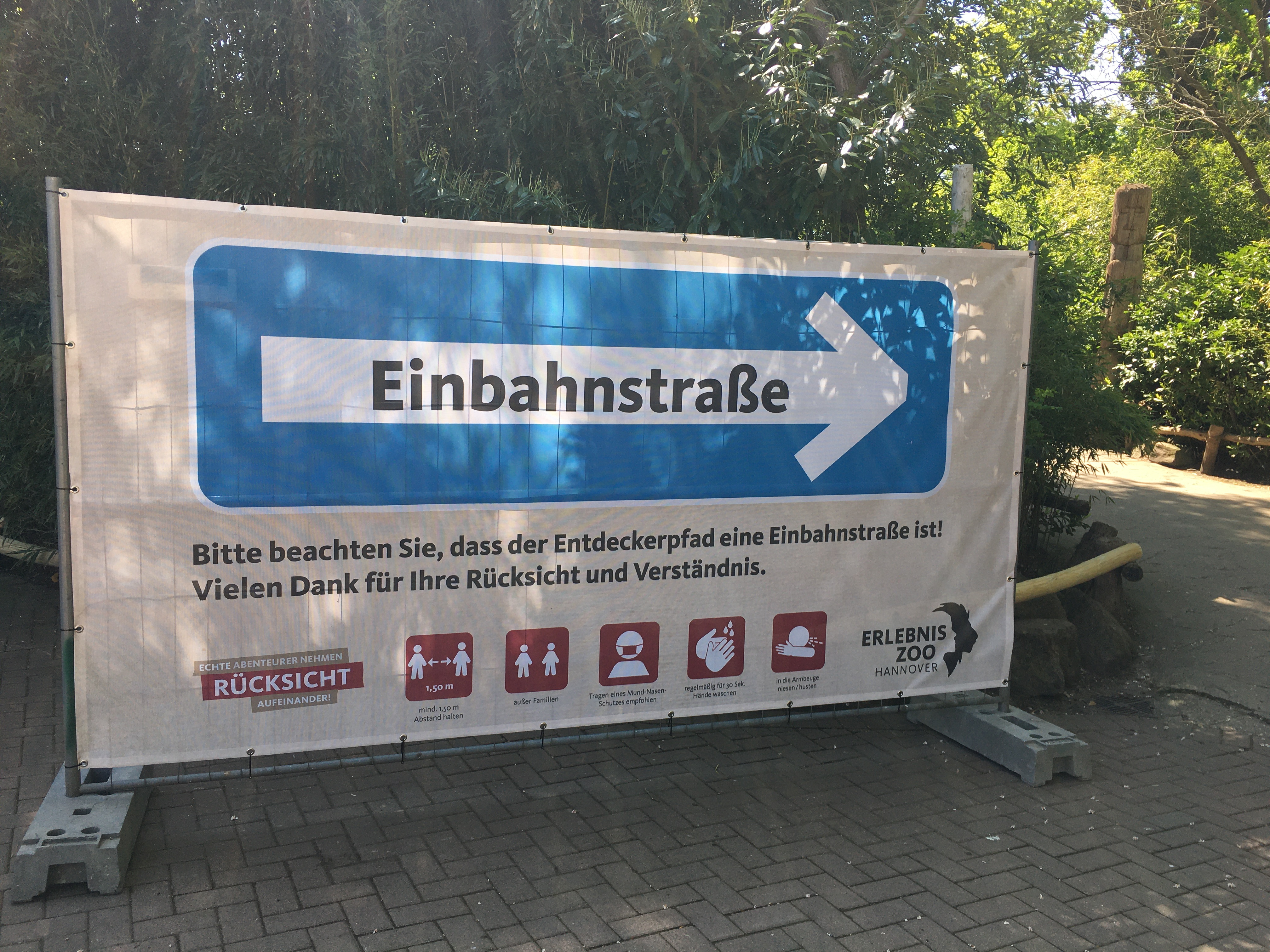
Знак, що оголошує про нові правила соціального дистанціювання — зокрема про пішохідну доріжку лише в один бік — у Ганноверському зоопарку, Німеччина, після його повторного відкриття для відвідувачів у травні.

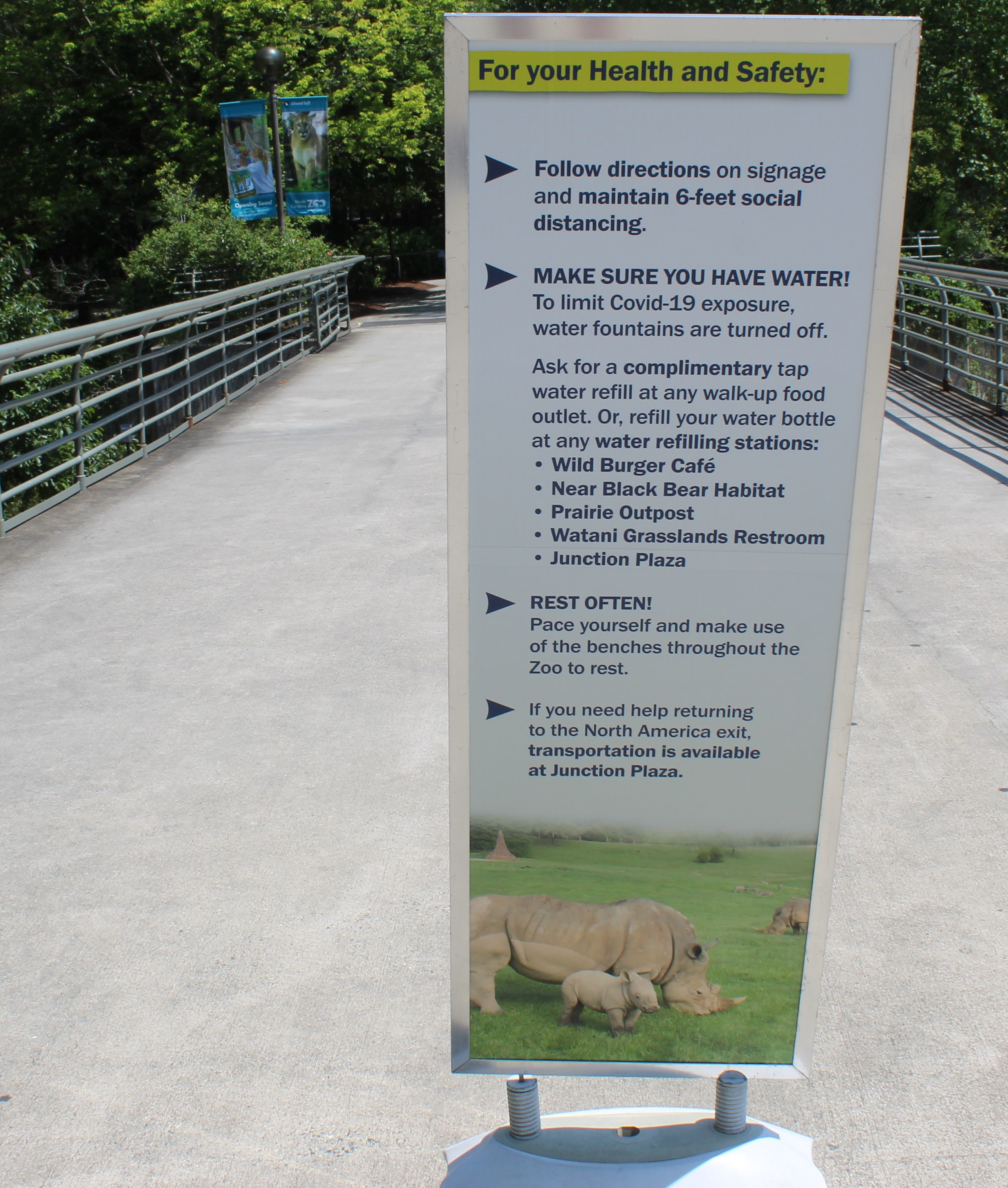
Знак у зоопарку штату Північна Кароліна з рекомендаціями щодо COVID-19.

Наслідками пандемії стали винятково серйозні кризи для низки зоопарків — із зменшенням як доходів власників, але також із скороченням можливостей для стимулювання «…найрозумніших і соціальних тварин, включаючи горил, кеа, видр і сурикатів». Щоб підтримувати фізичне дистанціювання, але водночас піклуватися про тварин, частина доглядачів зоопарків (класифікованих як «життєво необхідні працівники») почали жити на території низки зоопарків. Повідомлялося, що тварини, в яких зазвичай заплановане регулярне публічне годування, погладжування або вистава для відвідувачів зоопарку, все ще «дотримуються традиції зустрічей» і помічають, що «трапилося щось дивне». У відповідь на відсутність відвідувачів низка заклади запустили нові зображення з веб-камер місць проживання тварин, а також із сеансів годування, або розпочали знімати на камери низку інших тварин (зокрема пінгвінів, лінивців, верблюдів, морських левів та фламінго), щоб показати людям життя інших тварин. Акваріум «Суміда» в Токіо заохочував людей робити відеодзвінки садовим вуграм, щоб ті не забули, що існують люди. Багато зоопарків і акваріумів завдяки своїм ветеринарним установам також змогли пожертвувати лікарням засоби індивідуального захисту та медичні товари (у зв'язку із дефіцитом медичних товарів під час пандемії).
У зв'язку з раптовим обвалом міжнародного туризму сектор туризму в дикій природі зіткнувся з ризиком потенційного голодування тварин. Зокрема, через відсутність туристів, які платять за їжу, понад 1000 слонів у Таїланді ризикували померти від голоду. На вулицях таїландського міста Лопбурі, відомого як «мавпяче місто», спалахнула бійка сотень довгохвостих макак, коли тварини, яких зазвичай годували туристи, боролися за їжу. У країнах, де туризм в дикій природі становить значну частину робочих місць (зокрема Танзанія та Намібія), виникло занепокоєння, що втрата робочих місць, пов'язаних із збереженням природи, призведе до зростання браконьєрства, в той час як тварини в заповідниках почали переміщуватись у райони, які нещодавно покинули туристи.
Пара великих панд у гонконзькому парку розваг «Ocean Park» спарувалася вперше за 10 років після того, як два місяці провели без туристів. Однак іншу пару в Калгарському зоопарку в Канаді, яку «позичили» з Китаю в рамках дипломатичної програми «Panda», було повернуто через неспроможність зоопарку забезпечити достатню кількість корму з бамбука (який не можна вирощувати в кліматі Калгарі) у зв'язку із зупинкою авіаційного сполучення. У зоопарку Бронкса в Нью-Йорку в перший тиждень квітня 2020 року в малайського тигра підтвердився позитивний результат тесту на COVID-19 після того, як у нього почався сухий кашель внаслідок зараження від доглядача зоопарку без симптомів хвороби. Це був перший відомий випадок зараження дикої тварини від людини (раніше хворобу діагностували в 2 домашніх собак та кота). Пізніше було діагностовано ще кілька випадків хвороби у великих кішок в американських зоопарках, а в січні 2021 року були зареєстровані перші відомі випадки у приматів у неволі — у кількох горил у зоопарку Сан-Дієго.

### Кіно, телебачення і радіо

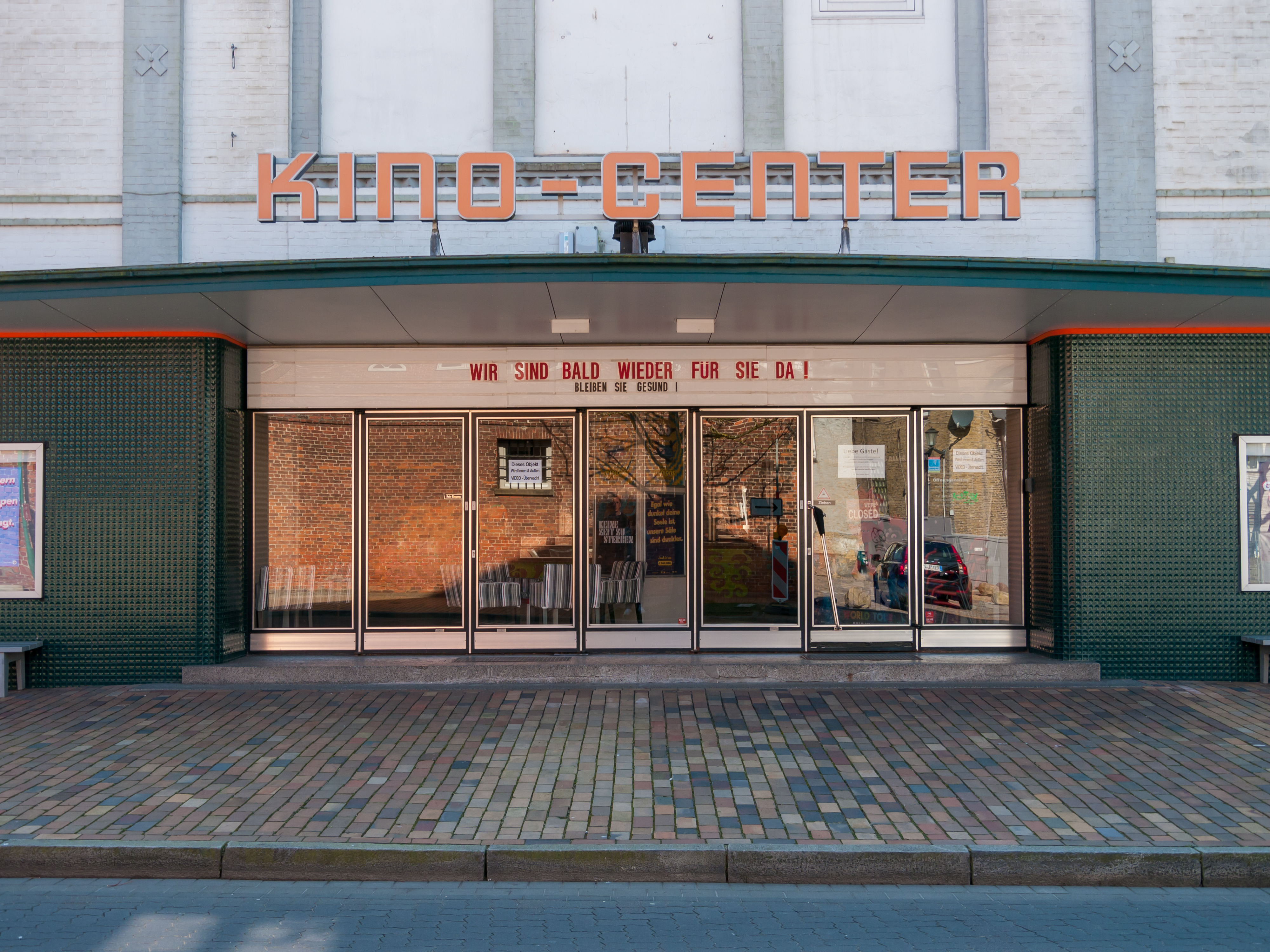
Закритий кінотеатр у Німеччині з оголошенням: «Скоро знову будемо вас обслуговувати! Будьте здорові!»

Виробництво та графік випуску багатьох фільмів було призупинено або відкладено, а деякі церемонії нагородження та фестивалі були повністю скасовані. За оцінками, в березні 2020 року кінопромисловість втратила приблизно 5 мільярдів доларів, тоді як за квітневими оцінками втрати в цілому світі склали 40 % порівняно з 2019 роком, тобто у 20 мільярдів доларів. Низка фільмів адаптовані під режим домашнього перегляду, зокрема: ранній домашній медіа-реліз («Крижане серце 2»); повне скасування показів у кінотеатрах (китайський фільм «Загублені в Росії»); та онлайн-прем'єри (гонконзький фільм «Вхід до Товстого дракона»). Кінорежисер Тайка Вайтіті також влаштував вечірку-показ через власний акаунт в Instagram. Виробництво багатьох фільмів було призупинено, у тому числі «Аватар: Шлях води», «Матриця: Воскресіння» та екранізацію книги «Гептамерон», що знімалася у Флоренції, на основі книги XIV століття «Декамерон» авторства Джованні Боккаччо, дія якої відбуваються під час епідемії чуми у Флоренції. Традиційний графік показу в кінотеатрах — коли кінотеатри насолоджуються періодом ексклюзивності від 2 до 3 місяців перед випуском домашнього відео — також був перерваний через закриття кінотеатрів. Нововведеннями через це стали «дорожча оренда», зокрема фільми «Людина- невидимка», «Полювання» та «Емма» майже одразу вийшли на цифрові потокові сервіси, де глядачі могли взяти, а не купити, фільм за 20 доларів. Фінансовий успіх «Тролі 2: Світове турне» від «Universal Studios» завдяки цьому методу розповсюдження (де загальний дохід від цифрової оренди був нижчим, ніж традиційний кінотеатральний випуск, але частка прибутку, яку утримувала студія, була вищою, оскільки кінотеатри не отримували відсоток касового доходу) призвело до припущень, що це назавжди змінить бізнес-модель кінопрокату. До вересня, коли в кінотеатрах почали показувати деякі нові високобюджетні голлівудські фільми (зокрема «Тенет»), їх незначні касові збори відразу після відкриття змусили кіностудії ще більше відкласти випуски інших фільмів (зокрема «Диво-жінка 1984», «Чорна вдова» та «007: Не час помирати»), та залишивши порожні зали під час показу великобюджетних фільмів у кінотеатрах наприкінці 2020 року, навіть якщо їм було дозволено знову відкритися. Внаслідок цього повторний випуск фільму 1993 року «Фокус-покус» у жовтні, який збігся з Хелловіном, на короткий час став фільмом номер один у касових зборах у Сполучених Штатах Америки.
Щодо кінофестивалів, то Каннський кінофестиваль 2020 року, який спочатку планувався на середину травня, був перенесений, а пізніше скасований у початковому вигляді, а місце його проведення було перетворено на притулок для бездомних на час загальнонаціонального карантину у Франції. Навпаки, 77-й Венеційський міжнародний кінофестиваль, запланований на початок вересня, у квітні повідомив, що він все одно відбудеться, як було заплановано, і не буде співпрацювати з Каннським кінофестивалем. Правила участі в 93-й церемонії нагородження премії «Оскар» були змінені через пандемію: вперше право на нагородження премією отримали фільми, які вперше демонструвалися на потокових сервісах. На кінофестивалі «Санденс» 2020 року, який відбувся, як було заплановано в січні в американському штаті Юта, багато відвідувачів захворіли невідомою інфекцією з симптомами грипу. Її назвали «чумою Санденса», а пізніше вважали одним із перших випадків масової передачі COVID-19 у США більш ніж за місяць до оголошення глобальної пандемії.
У телевізійній індустрії, як і в кінематографі, виробництво багатьох програм за сценарієм і без сценарію було припинено, а частина телевізійних та радіопрограм продовжували виходити, але без звичайної студійної аудиторії, або випуск їх проводили з дому самі ведучі. Повне скасування включало серіали, які тривали безперервно протягом кількох десятиліть, зокрема: «Зухвалі і красиві» (34 сезон), «Невідкладна допомога» (34 сезон), «Дні нашого життя» (55 сезон), «Додому і в дорогу» (33 сезон), «Суботнього вечора в прямому ефірі» (45 сезон) і «Молоді й зухвалі» (47 сезон). Це також змусило скасувати сезони реаліті-шоу «Старший брат» у 2020 році в бразильському, канадському та німецькому варіантах, які тривали ще до початку пандемії, а учасники були одними з останніх людей у світі, які дізналися про швидке поширення коронавірусної хвороби. Це призвело до так званого «етичного кошмару» щодо того, як і чи слід: інформувати учасників; публічно транслювати свою реакцію; і продовжувати виробництво шоу. Наприкінці 2020 року виробництво багатьох фільмів і програм було відновлено згідно з новими, але непослідовними і непослідовно застосовуваними правилами безпеки.
Паралельно з припиненням виробництва розважального контенту спостерігалося помітне зростання використання потокових відеосервісів у зв'язку з масовим збільшенням кількості людей, які залишися вдома. Унаслідок цього багато служб потокових сервісів, кіноархіви та кіноклуби надали багато фільмів для онлайн-трансляції. Однак збільшення використання потокового відео для розваг (а також служб відеоконференцій, зокрема Zoom для роботи та навчання) спричинило безпрецедентне навантаження на глобальну Інтернет-інфраструктуру. Унаслідок цього Netflix і YouTube знизили стандартну якість відео до рівня стандартної роздільної здатності, Disney+ відклав запуск у Франції, а Xbox попросила розробників планувати оновлення програмного забезпечення в періоди меншого завантаження мережі. Різноманітні платні сервіси також пропонували частину свого контенту безкоштовно, зокрема HBO, «Netflix» та супутникове радіо «SiriusXM».
Очікувалося, що внаслідок скасування спортивних змагань у цілому світі втрата доходів від реклами та прав на трансляцію, отриманих від трансляції спортивних подій, загрожуватиме фінансовій життєздатності багатьох змагань.

### Бібліотеки та архіви
Бібліотеки та архіви стикалися з різними ситуаціями: від забезпечення повного обслуговування з певними обмеженнями, надання мінімальних послуг і аж до повного закриття. Згідно з публікаціями в медичних журналах, Інститут музейних і бібліотечних послуг США зазначив, що ризик передачі коронавірусу від паперу є низьким. Тому Міжнародна федерація бібліотечних асоціацій та установ зазначила, що частина бібліотек встановили період очікування перед обробкою повернутих книг, тоді як інші чітко дали зрозуміти, що ніхто не повинен повертати взяті з бібліотеки книги, доки все не нормалізується. Для частини бібліотекарів надання безперервних послуг стало ще важливішим під час пандемії, зокрема працівників медичних бібліотек, бібліотек у в'язницях, і в закладах догляду за літніми людьми. Багато публічних бібліотек скасували програми, згідно з якими люди знаходились у приміщенні разом довше. Інші бібліотеки закривали громадські читальні або дозволяли людям лише забирати книги за попереднім записом, з проїздом або надаючи послуги доставки книг особливо вразливим групам населення. Такі служби доставки «книжкових таксі» були започатковані муніципальними бібліотечними службами в таких різних місцях, як Шпіцберген, Годой-Крус в Аргентині, та по всій Португалії. Бібліотека мечеті Аль-Аббас в Іраку запустила службу дистанційної видачі книг для дослідників, що надає доступ до електронних ресурсів. Визнаючи попит з боку осіб, які раніше не реєструвалися на бібліотечний квиток особисто, багато бібліотек, включаючи національні бібліотеки Марокко та Естонії, скасували цю вимогу або створили систему електронної реєстрації читачів.
Під час перепрофілювання технічного обладнання публічні бібліотеки по всій Литві за допомогою 3D-принтерів створили щитки для обличчя для медичного персоналу та «дверні ручки без рук» для місцевих магазинів, а національна бібліотека країни подарувала 3 тисячі нових ноутбуків (спочатку призначених для місцевих бібліотек) школярам, які не мали комп'ютерів удома. Також комп'ютерну лабораторію Національної бібліотечної служби Кенії було перетворено на центр введення та аналізу даних про тести на COVID-19 округу Таїта-Тавета.
Бібліотеки різного розміру та призначення по всьому світу працювали над наданням доступу до колекцій і послуг віддалено. Зокрема, Національна бібліотека Франції організовувала віртуальні виставки, бібліотека Гранбі в Квебеку висвітлювала контент, зосереджений на отриманні нових навичок, адміністрація бібліотек Гани проводила заняття з навчання грамоти дітям через Facebook, Національна бібліотека Ізраїлю повідомила, що надаватиме безкоштовні аудіокниги, бібліотека Національного конгресу Аргентини оголосила, що записуватиме та ділитиметься читаннями видатних аргентинських авторів, а служба бібліотек та архівів Намібії повідомила, що всі 65 місцевих бібліотек залишили свій загальнодоступний Wi-Fi відкритим на ніч, щоб забезпечити постійний доступ до Інтернету. Відповідно до помітного зростання попиту на цифрові ресурси (як продемонструвало «миттєве опитування», проведене міністерством культури Франції), були докладені значні зусилля для розширення доступу до електронних книг, зокрема шляхом збільшення кількості електронних книг у каталогах (Цифрова публічна бібліотека Америки повідомила про намір подвоїти колекцію до 12 тисяч назв), збільшенням кількості видань, які люди можуть позичити в будь-який момент часу, або шляхом перерозподілу бюджетів на оплату електронного контенту. 24 березня Інтернет-архів оголосив про створення «Національної екстреної бібліотеки», за допомогою якої він призупинив списки очікування на 1,4 мільйона електронних книг зі своєї бібліотеки для прокату — книг, які не є публічним надбанням у США — щоб забезпечити безперебійний доступ для робочих записів для викладачів та учнів. Проект був різко розкритикований представниками видавничої індустрії. Перехід до збільшення кількості послуг доставки додому та цифрових послуг стикнувся зі значним зростанням попиту. У період з березня до середини серпня в бібліотеках Великої Британії спостерігалося зростання кількості електронних книг на замовлення на 146 %, а кількість онлайн-реєстрацій членських карток — на 700 %.
Багато архівів (національних, університетських і місцевих) ініціювали програми збору документів, спеціально намагаючись задокументувати пандемію, також були створені різні навчальні пакети, набори ресурсів, шаблони документів і посібники з найкращої практики, зокрема від Товариства американських архівістів. У США архівісти зібрали низку об'єктів, зокрема модель коронавірусу Ентоні Фаучі, та перші флакони, які використовувалися для введення вакцини. Водночас багато співробітників не могли працювати на місці у своїх установах або безпосередньо отримати доступ до своїх колекцій, музеїв та архівів, щоб люди відклали та зберегли «важливі об'єкти», такі як рукавички. маски та інші пандемічні артефакти. Крім того, безпрецедентна кількість людей задокументувала свій досвід пандемії через соціальні медіа, журнали, мистецькі твори, та інші види зберігання інформації, як фізично, так і в електронному вигляді.
Вибираючи, що документувати, а що ігнорувати, працівники музеїв та архів стикаються з питанням, які об'єкти чи записи будуть історично доречними та значущими в майбутньому. Вони також повинні розглянути, які предмети можуть бути ефемерними, а які залишаться доступними для майбутньої колекції. Процеси архівування та збереження відображають упередження тих, хто бере участь, і сформують запитання, які майбутні дослідники зможуть поставити, а також відповісти на них. У Китаї на початку квітня 2020 року Шанхайський архів створив спеціальну колекцію, де одними з перших об'єктів були екземпляри барвистих в'їзних свідоцтв, виданих районами міста для дозволу на поїздки. У Нідерландах національна організація сектора цифрової спадщини «Netwerk Digital Erfgoed» запустила кампанію задля забезпечення архівування новітніх цифрових колекцій, пов'язаних із пандемією, зокрема шляхом веб-архівування, а також соціальних мереж і відео. Також було організовано низку кампаній зі збереження пам'яток цього періоду. До них належали: ефемерні (фізичні, оцифровані та цифрові) колекції різних бібліотек і архівів по всьому світу, «звукова карта» записів порожніх міст усна онлайн-конференція на платформі для запису історії, а також усну історію проекту всього культурного сектору, на які регулярно опитували директорів закладів культури протягом періоду закриття.
Після того, як фізичні бібліотечні послуги почали відновлюватися — для багатьох країн у травні 2020 року — це було з поетапним підходом до поступового відновлення послуг. Галузь у цілому застерігали від будь-якої поспіху з повторним відкриттям будівель закладів, і попереджували, що можливо згодом доведеться запровадити більш суворі правила, а отже, можливе повернення до карантину. Методи, застосовані для зниження ризику інфікування після перезапуску особистих послуг, включали: обмеження кількості одночасних відвідувачів (що саме по собі призвело до швидкого перевантаження сервісів передплати в деяких місцях, зокрема в Японії); дистанціювання послуг, що надаються (наприклад, у Південній Кореї шляхом отримання книг через камери схову); обмеження концентрації відвідувачів у будівлях (наприклад, шляхом видалення та перестановки деяких місць для сидіння на Тайвані); запровадження нових карантинних заходів для персоналу та відвідувачів (наприклад, носіння рукавичок під час повернення книг до бібліотеки в Австралії). Багато національних бібліотечних асоціацій розробили низку гігієнічних процедур, які проводились при поверненні книжок. Деякі бібліотеки були змушені попередити відвідувачів, щоб вони не стерилізували книги в мікрохвильовій печі в надії вбити усі віруси, оскільки це спричиняє загоряння чіпа RFID.

### Музеї

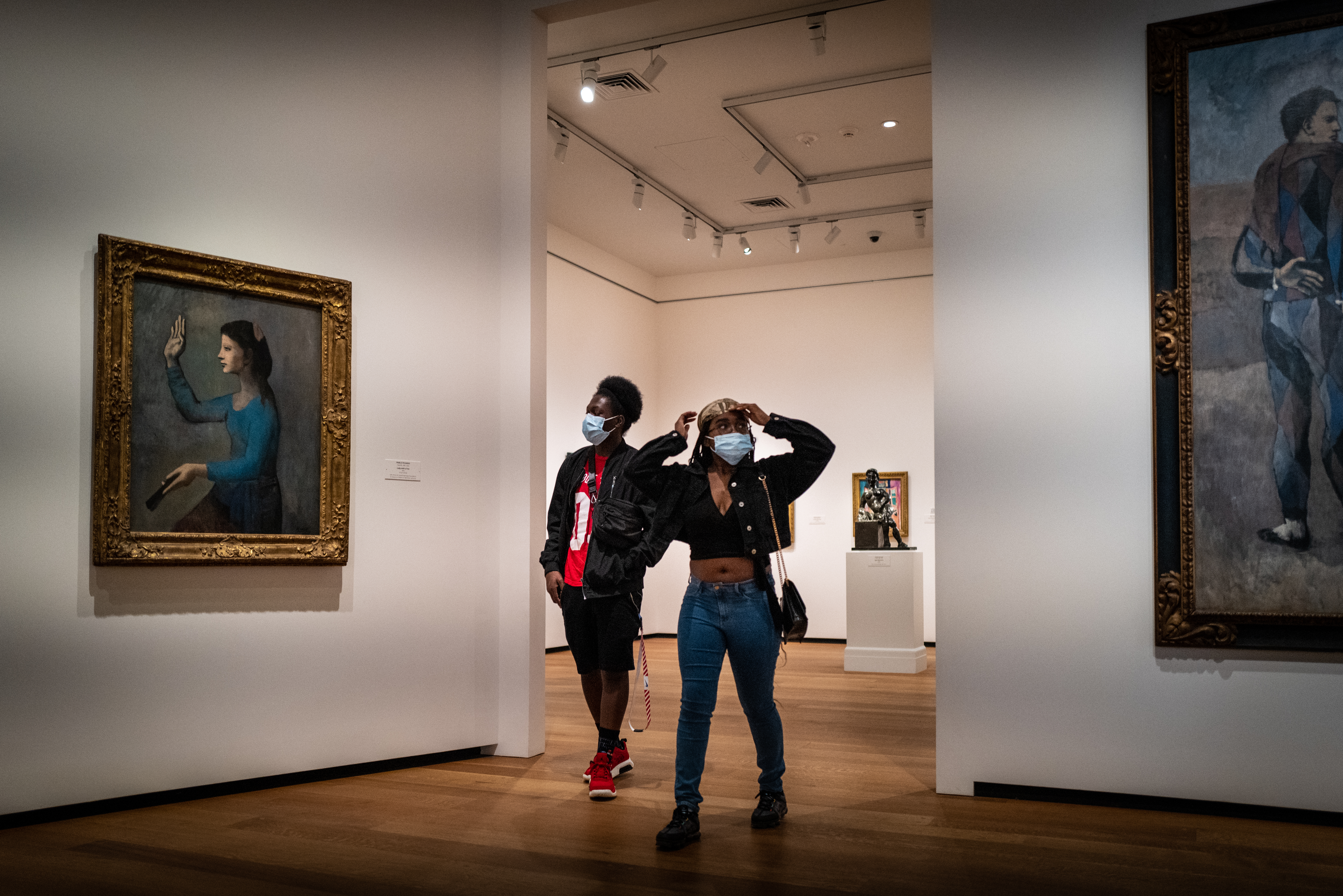
Відвідувачі Національної галереї мистецтв у США у захисних масках для обличчя у березні 2020 року, за день до закриття музею.